# Спалах (фестиваль)
Фестиваль студентської фотографії «СПАЛАХ» (англ. SPALAH — Students Photography Festival) — фестиваль фотографії на теренах одного з найстаріших вищих навчальних закладів України — Національного університету «Львівська політехніка». Він повністю відкритий для громадськості і по своїй суті є не комерційним проектом. Фестиваль створений для популяризації такого доступного виду мистецтва як фотографія і піднесення його на більш якісний рівень.
«Спалах» охоплює досить широкий спектр жанрів, тим самим покликаний об'єднати велику кількість фотографів, не залежно від їх стилю. Через багатогранність робіт фестиваль спробує стати важливим інструментом для обміну досвідом та надихатиме любителів фотографії на нові погляди у фотосправі, орієнтуватиметься на фотографа-студента і власне його фотографію як результат світосприйняття.
Захід спрямований в першу чергу на те, щоб через фотооб'єктив показати як бачить світ і сучасне суспільство молода людина, а також дати можливість показати свої роботи широкому загалу і знайти однодумців для подальших проектів та власного розвитку.
Переможці фестивалю 2012 року:
| ГРАН-ПРІ         | Та, що танцює з вітром | Тарас Мучичка    |
| Портрет          | Advertising            | Оксана Яковина   |
| Пейзаж           | Безмежність            | Марта Микласевич |
| Архітектура      | Коник                  | Надія Важнича    |
| Документалістика | Честь и слава          | Руслан Меджидов  |
| Реклама          | Dew                    | Софія Панасюк    |